# Gomār Lang
Gomār Lang (persiska: گُمارِه لَنگ, گُمارَلَنگ, گمار لنگ, Gomāreh Lang) är en ort i Iran.   Den ligger i provinsen Kurdistan, i den nordvästra delen av landet, 500 km väster om huvudstaden Teheran. Gomār Lang ligger 1 403 meter över havet och antalet invånare är 331.
Terrängen runt Gomār Lang är huvudsakligen kuperad. Gomār Lang ligger nere i en dal. Runt Gomār Lang är det ganska tätbefolkat, med 60 invånare per kvadratkilometer. Närmaste större samhälle är Marivan, 12,2 km sydväst om Gomār Lang. Trakten runt Gomār Lang består i huvudsak av gräsmarker.